# Stefano protomartire
Stefano (Grecia, 5 – Gerusalemme, 36) è stato il primo dei sette diaconi scelti dalla comunità cristiana perché aiutassero gli apostoli nel ministero della fede.
Venerato come santo da tutte le Chiese che ammettono il culto dei santi, fu il protomartire, cioè il primo cristiano ad aver dato la vita per testimoniare la propria fede in Gesù Cristo e per la diffusione del Vangelo. Il suo martirio è descritto negli Atti degli Apostoli dove appare evidente sia la sua chiamata al servizio dei discepoli sia il suo martirio, avvenuto per lapidazione, alla presenza di Paolo di Tarso che in seguito si convertì lungo la via di Damasco.
Santo Stefano è venerato come diacono e protomartire. Il primo epiteto è dovuto al fatto che fu uno dei sette diaconi eletti in Gerusalemme. Il secondo è associato al suo nome sebbene il suo martirio sia cronologicamente preceduto da quello di Giovanni Battista, morto per decapitazione. È celebrato il 26 dicembre nella cristianità occidentale e il 27 dicembre nella cristianità orientale. Le chiese ortodosse orientali che aderiscono al calendario giuliano segnano il giorno di Santo Stefano il 27 dicembre secondo quel calendario, che lo colloca il 9 gennaio del calendario gregoriano utilizzato in contesti secolari.
Il canone biblico vigente non fornisce alcuna informazione biografica o genealogica, malgrado il valore teologico della testimonianza resa dal santo.

## La morte per lapidazione
Le vicende di Stefano sono narrate negli Atti degli apostoli. Istituito diacono dagli Apostoli insieme ad altri sei discepoli, era stato arrestato dalle autorità religiose locali che proibivano la predicazione cristiana. La poderosa testimonianza che proclamò citando le opere divine dall'antico Testamento al Cristo, gli valse come condanna a morte per lapidazione per blasfemia. La lapidazione era la pena contemplata dalla legge mosaica per le colpe ritenute più gravi, quali la blasfemia e l'adulterio. Nel Nuovo Testamento, essa ricorre negli episodi della Pericope dell'adultera e in Giovanni 10:22-39 (vv. 31-32). Gesù viene processato sommariamente dai capi dei Giudei per aver affermato di essere il figlio di Dio e per aver resuscitato Lazzaro (Giovanni 11).
Stefano, dunque, venne condannato alla lapidazione:
Atti  7, 56-60

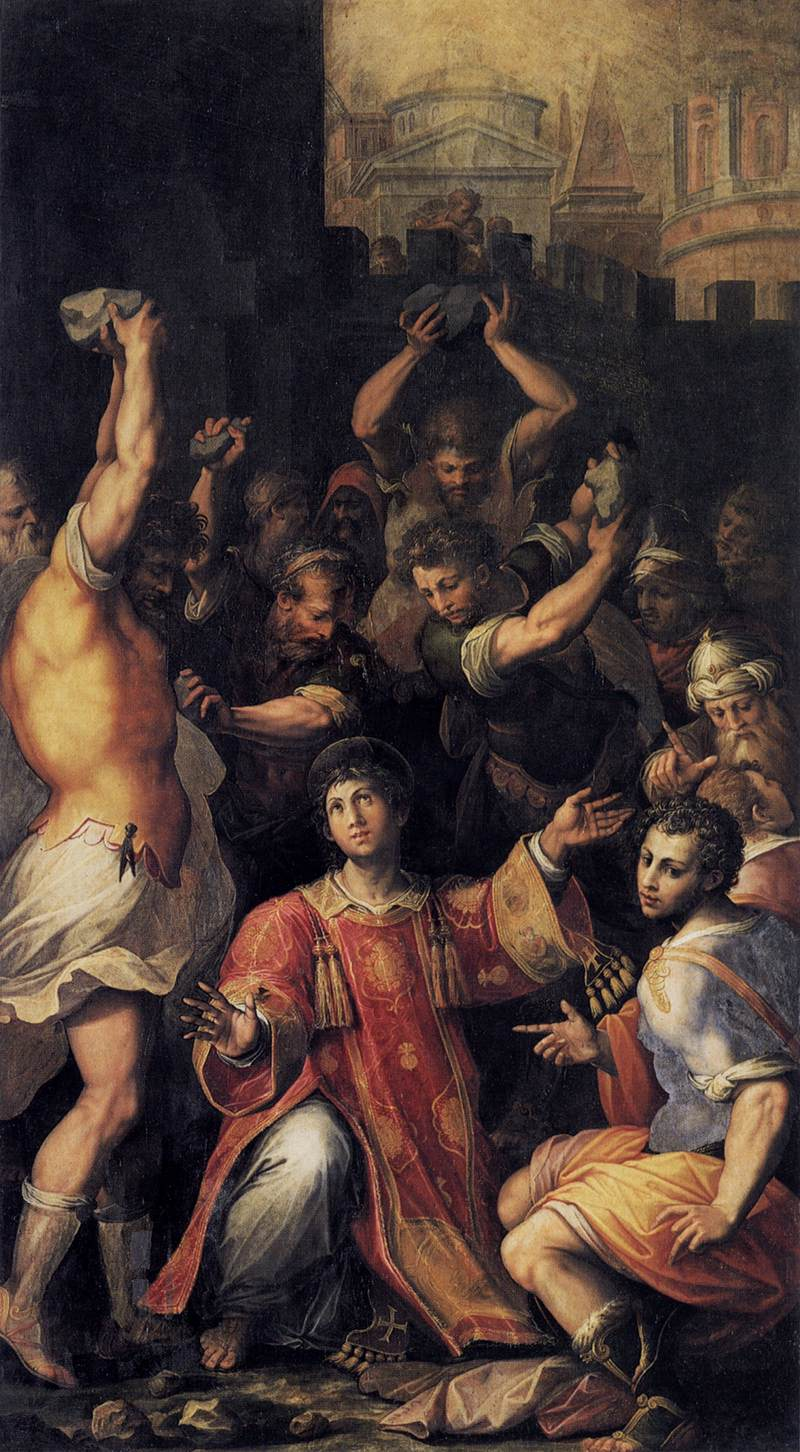
Martirio di santo Stefano, Giorgio Vasari, 1560 circa

Le parole di Stefano "Signore Gesù, accogli il mio spirito...Non imputare loro questo peccato" (At 7,59-60) rievocano Luca 23,46 ("Padre, nelle tue mani consegno il mio spirito") e Luca 6,34 ("Padre, perdonali perché non sanno quello che fanno").

## La datazione della morte di santo Stefano
È possibile fissare con una certa sicurezza la data della sua morte per la modalità con cui avvenne: il fatto che non sia stato ucciso mediante crocifissione (ovvero con il metodo usato dagli occupanti romani), bensì tramite lapidazione, tipica esecuzione giudaica, significa che la morte di Stefano è avvenuta nel 36 d.C., durante il periodo di vuoto amministrativo seguito alla deposizione di Ponzio Pilato, il quale si era irrimediabilmente inimicato la popolazione per l'eccesso di violenza usata per sedare la cosiddetta rivolta del monte Garizim. In quel periodo a comandare in Palestina era quindi il Sinedrio, che eseguiva le condanne a morte tramite lapidazione, secondo la tradizione locale. In particolare, nella Bibbia è scritto che Stefano si inimicò alcuni liberti, cosiddetti probabilmente perché discendenti di quegli Ebrei che Pompeo aveva schiavizzato (69 a.C.) e che poi avevano ottenuto la libertà. Una esecuzione di questo tipo, così come la morte di Giacomo sempre per lapidazione, erano contrarie al diritto romano, in quanto nelle province dell'impero i romani si riservavano in esclusiva i processi capitali e la pena di morte.

## Il culto

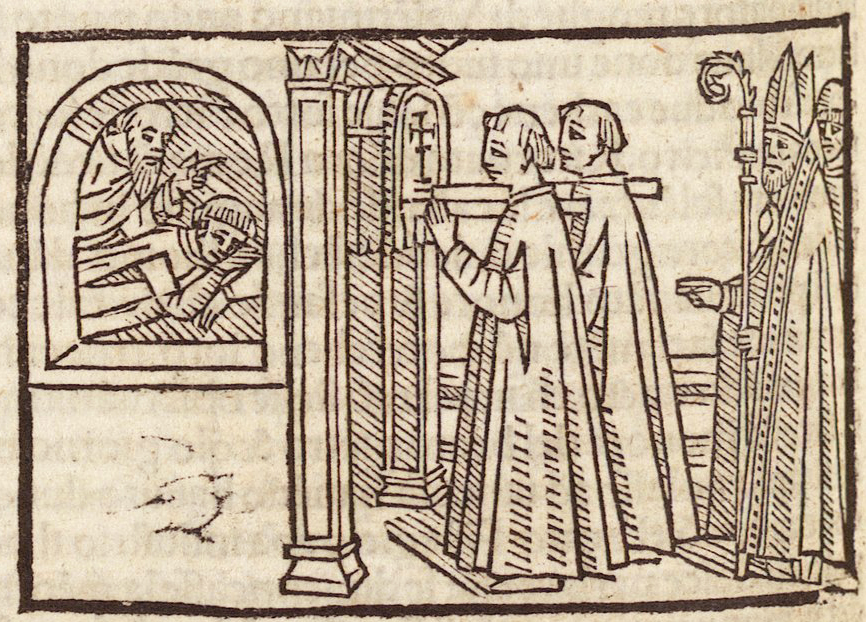
Il ritrovamento del corpo di santo Stefano nella Legenda Aurea (1497)

In un discorso tenuto nel 425, sant'Agostino riferisce che, subito dopo il ritrovamento a Gerusalemme del corpo di santo Stefano, nel 415, iniziarono a verificarsi miracoli nei suoi luoghi di culto. Ci parla dell'"antichissima memoria di Santo Stefano" esistente ad Ancona fin dall'epoca del martirio, sorta in seguito all'arrivo in città di un marinaio che avrebbe assistito alla lapidazione del protomartire, e ne avrebbe testimoniato la fede e il coraggio; e viene pure citato un luogo di culto africano del Santo: Uzala, nei pressi dell'odierna Tunisi.
Si racconta che molti miracoli sarebbero avvenuti semplicemente toccando le reliquie, addirittura solo attraverso il contatto con la polvere della sua tomba; poi la maggior parte delle reliquie furono razziate dai crociati nel XIII secolo, cosicché ne arrivarono effettivamente parecchie in Europa, sebbene non si sia riusciti a identificarle dai tanti falsi proliferati nel tempo per cui il numero delle reliquie supera la realtà anatomica di un corpo umano, a Venezia (una leggenda narra che nella chiesa di Santo Stefano vi sia tutto il corpo del santo), Costantinopoli, Napoli, Besançon, Ravenna, padre Bernardino di Lioni (nel 1834) attesta che si conservavano nel Santuario di Materdomini di Nocera Superiore alcune reliquie del santo poi trafugate, ma soprattutto a Roma, dove nel XVIII secolo si veneravano il cranio nella basilica di San Paolo fuori le mura, un braccio nella chiesa di Sant'Ivo alla Sapienza, un secondo braccio nella chiesa di San Luigi dei Francesi, un terzo braccio nella basilica di Santa Cecilia in Trastevere; inoltre quasi il corpo intero nella basilica di San Lorenzo fuori le mura.
Inoltre, una parte di queste reliquie venne portata a Minorca, nelle Baleari, dove però si crearono tensioni con gli ebrei ivi residenti, sfociate in veri e propri scontri, culminati con la distruzione della sinagoga, prima della successiva pacificazione. 
Per il fatto di essere stato il primo dei martiri cristiani, la sua festa liturgica si celebra il 26 dicembre, cioè immediatamente dopo il Natale che celebra la nascita di Cristo. Il colore della veste indossata dal sacerdote durante la Messa in questo giorno è il rosso, come in tutte le occasioni in cui si ricorda un martire.
Il 3 agosto si celebra anche la festa della "Invenzione" (cioè "rinvenimento", dal latino invenio) delle reliquie di santo Stefano, giorno in cui questo ritrovamento sarebbe avvenuto.

### Riferimenti
1. ↑   Giovanni 10:22-39, su La Parola - La Sacra Bibbia in italiano in Internet.
2. ↑   Giovanni 11, su La Parola - La Sacra Bibbia in italiano in Internet.
3. ↑   Atti  7, 56-60, su La Parola - La Sacra Bibbia in italiano in Internet.
4. ↑   Lc 23,46, su La Parola - La Sacra Bibbia in italiano in Internet.
5. ↑   Lc 6,34, su La Parola - La Sacra Bibbia in italiano in Internet.
6. ↑  Vittorio Messori, Ipotesi su Gesù, pag. 117.
7. ↑  Da "Il filo e le tracce", di Carlo Ginzburg, Feltrinelli, pp. 39-40